# Lilla Trullsjön
Lilla Trullsjön är en sjö i Nybro kommun i Småland och ingår i Alsteråns huvudavrinningsområde.